# Bahnhof Kamata
Der Bahnhof Kamata (jap. 蒲田駅, Kamata-eki) ist ein Bahnhof auf der japanischen Insel Honshū. Er wird gemeinsam von den Bahngesellschaften JR East und Tōkyū Dentetsu betrieben. Der bedeutende Verkehrsknotenpunkt befindet sich im Bezirk Ōta der Hauptstadt Tokio.

## Verbindungen
Kamata ist ein kombinierter Durchgangs- und Kopfbahnhof an der Tōkaidō-Hauptlinie von Tokio in Richtung Osaka, einer der wichtigsten Bahnstrecken des Landes. Parallel zu dieser verläuft die Keihin-Tōhoku-Linie. Beide Linien werden durch JR East betrieben. Ebenso ist Kamata jeweils der östliche Ausgangspunkt von zwei Linien der Bahngesellschaft Tōkyū Dentetsu, der Tōkyū Ikegami-Linie nach Gotanda und der Tōkyū Tamagawa-Linie nach Tamagawa.
Die Tōkaidō-Hauptlinie, die überwiegend dem beschleunigten Pendlerverkehr über mittlere Entfernungen dient, führt zwar durch Kamata, doch ihre Züge halten hier nicht. Stattdessen wird der Bahnhof von der parallel auf eigenen Gleisen verlaufenden Keihin-Tōhoku-Linie bedient, deren Nahverkehrszüge Ōmiya mit Tokio und Yokohama sowie daran anschließend auf der Negishi-Linie mit Ōfuna verbinden. Tagsüber verkehren sie alle fünf Minuten, während der Hauptverkehrszeit alle zwei bis drei Minuten, spätabends alle sechs Minuten. Somit werden jede Stunde zwischen 10 und 24 Züge angeboten. Auf beiden Tōkyū-Linien werden ausschließlich Dreiwagenzüge im Einmannbetrieb eingesetzt. Sie verkehren tagsüber in einem festen Sechs-Minuten-Takt, während der Hauptverkehrszeit werden zwischen 12 und 20 Züge je Stunde angeboten.
Der Bahnhof ist eine bedeutende Drehscheibe des lokalen und regionalen Busverkehrs. Auf beiden Seiten befindet sich je ein Busbahnhof. Der östliche mit sieben Bussteigen wird von mehr als einem Dutzend Linien der Gesellschaften Keihin Kyūkō Bus und Keisei Bus bedient. Vom westlichen, der drei Bussteige umfasst, verkehren sechs Linien von Tokyu Bus.

## Anlage
Der Bahnhof steht an der Grenze der Stadtteile Nishikamata (im Westen) und Kamata (im Osten), die beide zum Tokioter Bezirk Ōta gehören. Die Umgebung ist von Verwaltungsgebäuden, Einkaufsstraßen und Hotels geprägt. Der Durchgangsbahnhof von JR East ist von Norden nach Süden ausgerichtet und besitzt sechs Gleise, von denen die vier westlichen für den Personenverkehr auf der Keihin-Tōhoku-Linie genutzt werden können. Diese liegen an zwei vollständig überdachten Mittelbahnsteigen. Auf den zwei östlichen Gleisen fahren die Züge der parallel verlaufenden Tōkaidō-Hauptlinie ohne Halt durch, da hier ein Bahnsteig fehlt. Über die gesamte Anlage spannt sich ein Empfangsgebäude in Form eines breiten Reiterbahnhofs, das durch Treppen, Aufzüge und Rolltreppen erschlossen wird. Der Reiterbahnhof enthält eine frei zugängliche Fußgängerpassage und bildet eine Verbindung zwischen den beidseits der Gleise angeordneten Flügel. Sie tragen den gemeinsamen Namen Granduo Kamata und enthalten ein Einkaufszentrum mit einer Grundfläche von 19.000 m², das einer Tochtergesellschaft von JR East gehört. Es verteilt sich auf den achtgeschossigen Ostflügel mit 83 Läden und den zwölfgeschossigen Westflügel mit 157 Läden; in der Halle über den Gleisen sind zehn weitere Läden zu finden.
Rechtwinklig zum JR-Durchgangsbahnhof steht an der Westseite der Kopfbahnhof von Tōkyū Dentetsu. Er ist in ein weiteres achtgeschossiges Einkaufszentrum namens Tokyu Plaza Kamata integriert; eine besondere Attraktion ist das Riesenrad auf der Dachterrasse. Die erhöht liegende Gleisebene ist im ersten Stockwerk zu finden und geht in einen Viadukt über. An drei Mittel- und zwei Seitenbahnsteigen liegen vier stumpf endende Gleise, die alle von zwei Seiten her zum getrennten Ein- und Aussteigen zugänglich sind (spanische Lösung).
Im Fiskaljahr 2019 nutzten durchschnittlich 314.641 Fahrgäste täglich den Bahnhof. Davon entfielen 144.934 auf JR East und 169.707 auf Tōkyū Dentetsu.

## Bilder

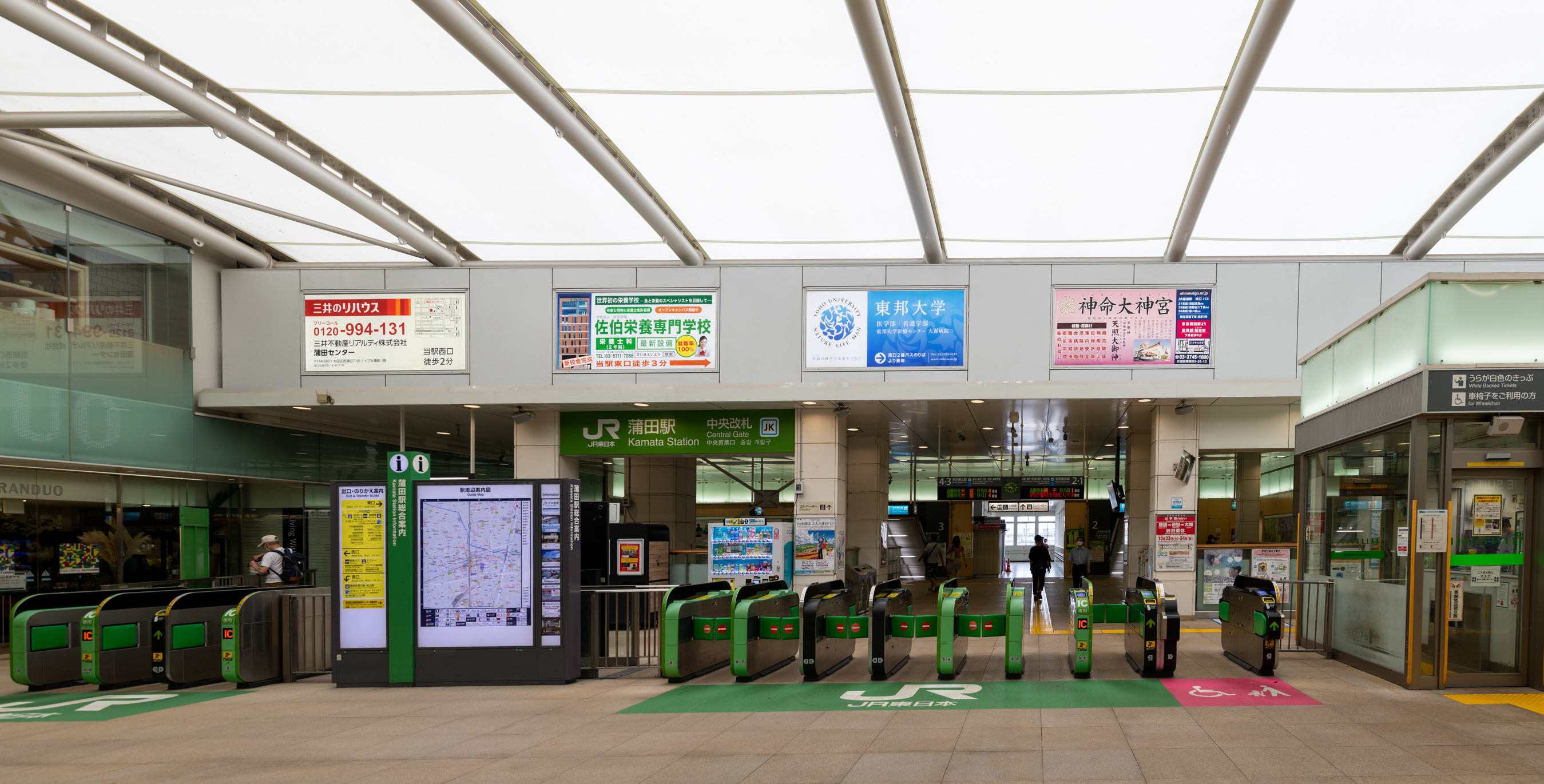
Bahnsteige von JR East
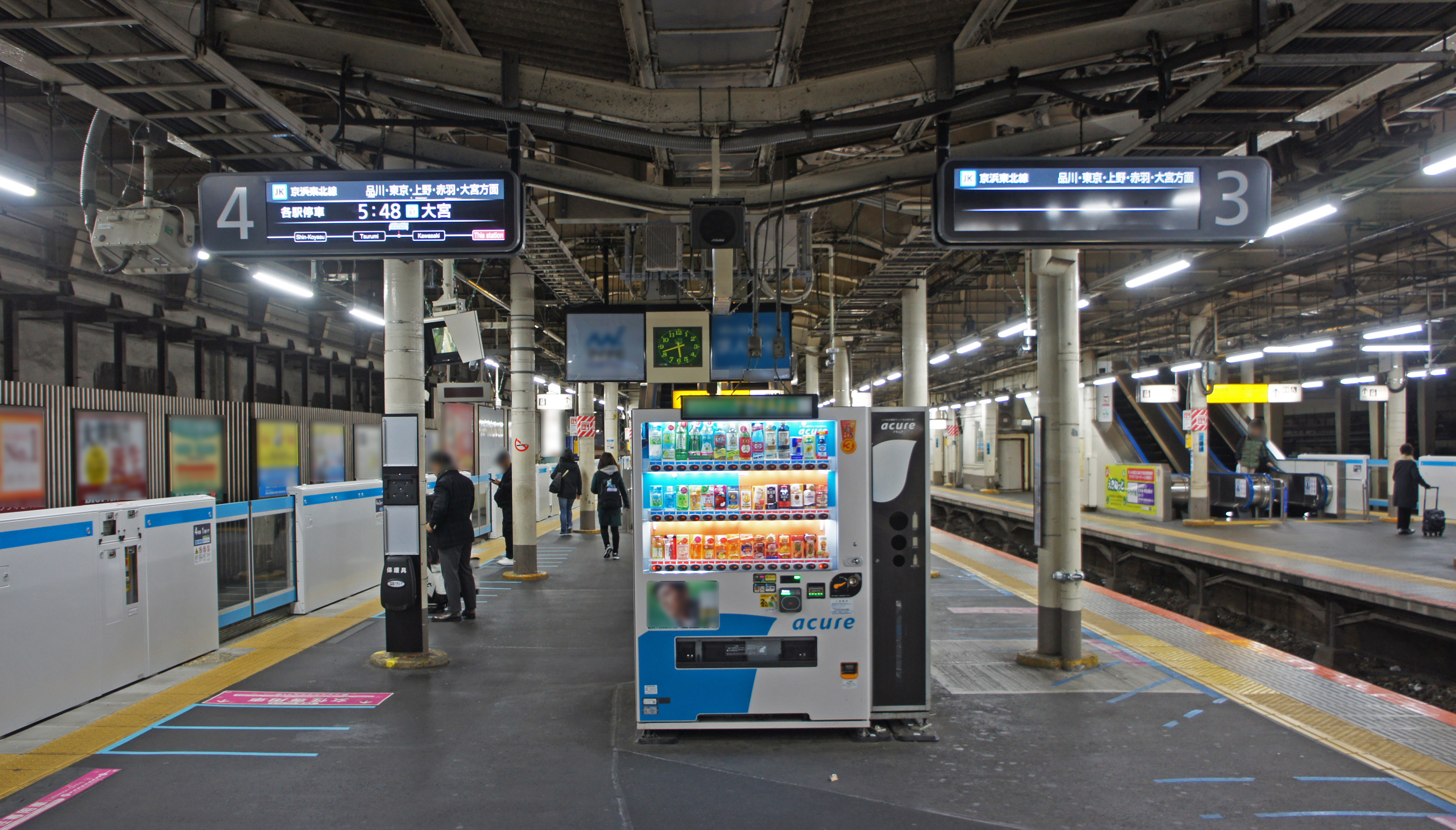
Bahnsteig im JR-Durchgangsbahnhof
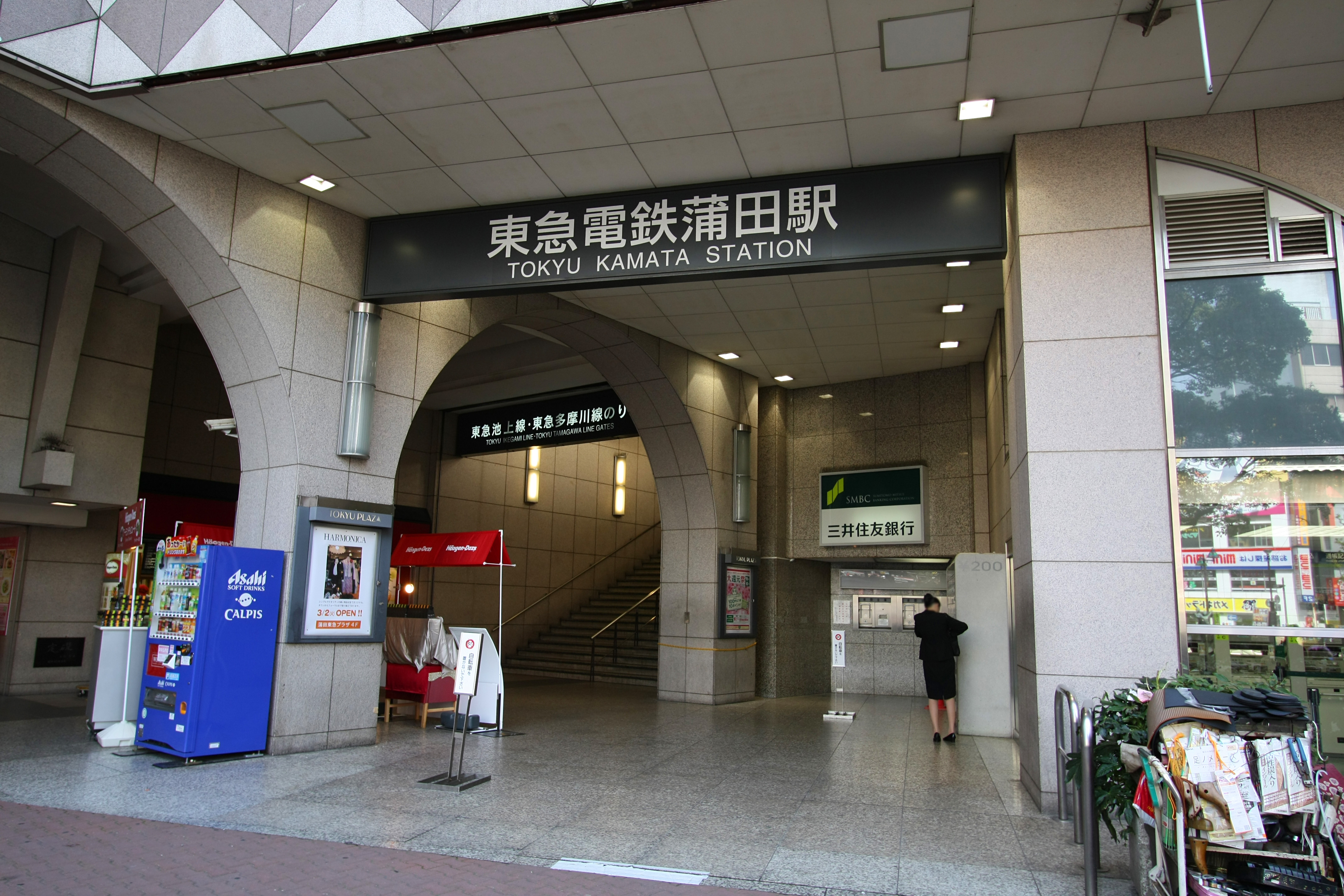
Eingang zum Tōkyū-Bahnhof
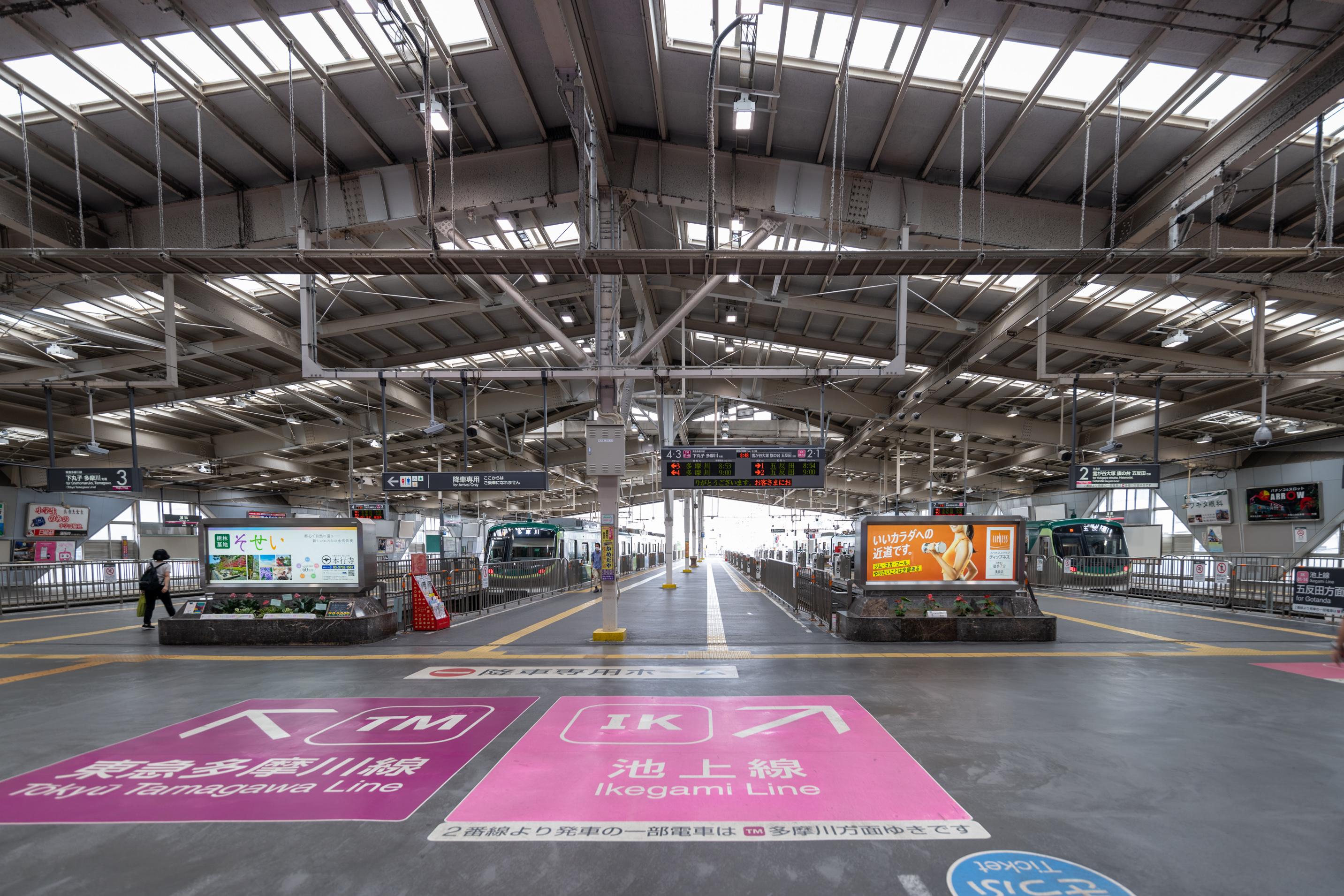
Tōkyū-Kopfbahnsteige
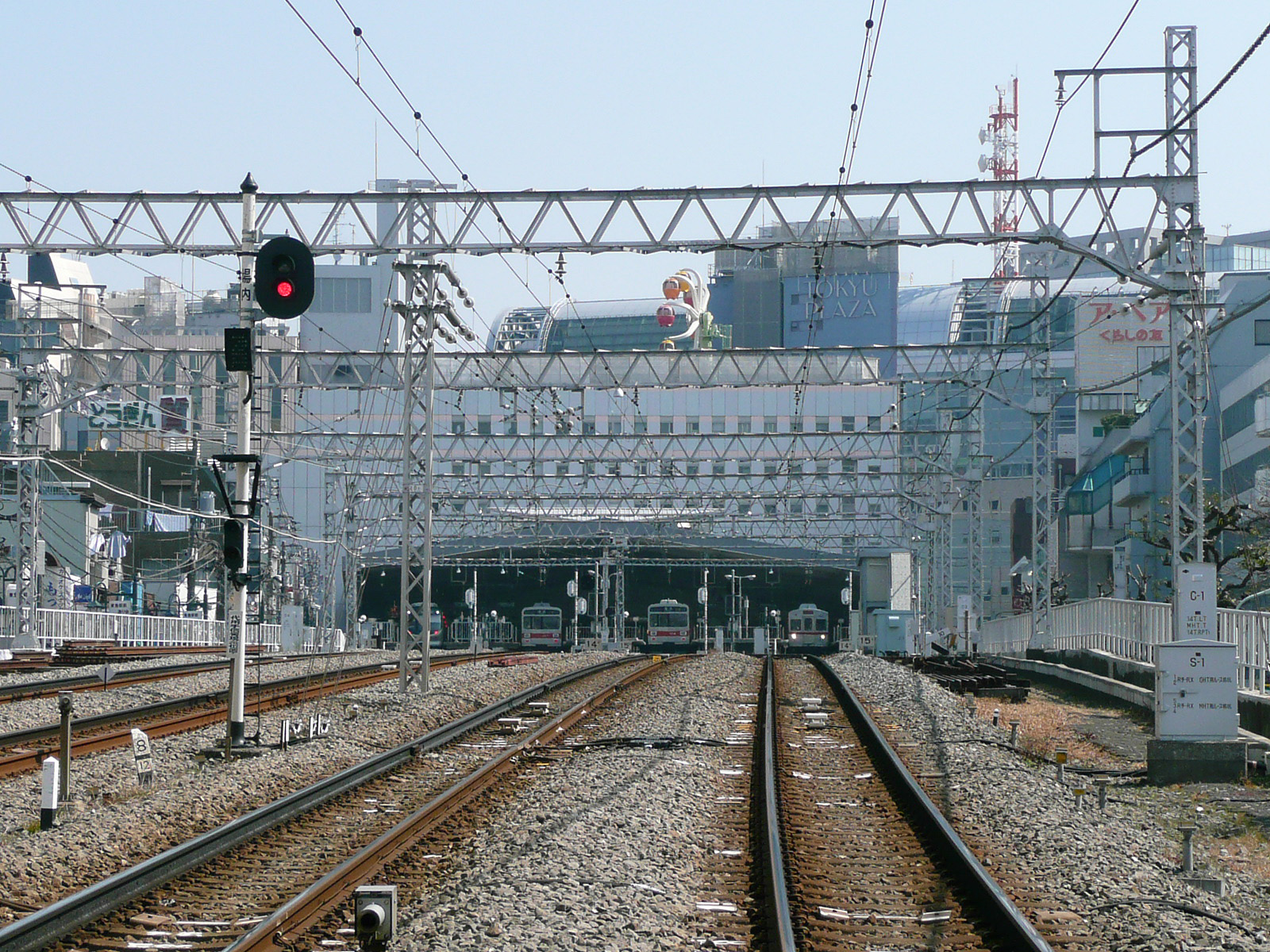
Zufahrt zum Tōkyū-Bahnhof

## Gleise
JR East
| 1/2 | ▉ Keihin-Tōhoku-Linie | Yokohama • Sakuragichō • Ōfuna   |
| 3/4 | ▉ Keihin-Tōhoku-Linie | Shinagawa • Tokio • Ueno • Ōmiya |

Tōkyū Dentetsu
| 1/2 | ▉ Ikegami-Linie  | Hatanodai • Gotanda |
| 3/4 | ▉ Tamagawa-Linie | Tamagawa            |

## Linien
| Verlauf der Keihin-Tōhoku-Linie / Negishi-Linie |
| --- |
| Ōmiya • Saitama-Shintoshin • Yono • Kita-Urawa • Urawa • Minami-Urawa • Warabi • Nishi-Kawaguchi • Kawaguchi • Akabane • Higashi-Jūjō • Ōji • Kami-Nakazato • Tabata • Nishi-Nippori • Nippori • Uguisudani • Ueno • Okachimachi • Akihabara • Kanda • Tokyo • Yūrakuchō • Shimbashi • Hamamatsuchō • Tamachi • Takanawa Gateway • Shinagawa • Ōimachi • Ōmori • Kamata • Kawasaki • Tsurumi • Shin-Koyasu • Higashi-Kanagawa • Yokohama • Sakuragichō • Kannai • Ishikawachō • Yamate • Negishi • Isogo • Shin-Sugita • Yōkōdai • Kōnandai • Hongōdai • Ōfuna |

| Verlauf der Tōkyū Ikegami-Linie |
| --- |
| Gotanda • Ōsaki-Hirokōji • Togoshi-Ginza • Ebara-Nakanobu • Hatanodai • Nagahara • Senzoku-Ike • Ishikawadai • Yukigaya-Ōtsuka • Ontakesan • Kugahara • Chidorichō • Ikegami • Hasunuma • Kamata |

| Verlauf der Tōkyū Tamagawa-Linie                                                       |
| -------------------------------------------------------------------------------------- |
| Tamagawa • Numabe • Unoki • Shimo-Maruko • Musashi-Nitta • Yaguchi-no-watashi • Kamata |

## Geschichte
Die staatliche Eisenbahnverwaltung eröffnete den Bahnhof am 11. April 1904 an der bereits seit drei Jahrzehnten bestehenden Tōkaidō-Hauptlinie. Er diente dem Nahverkehr zwischen den Bahnhöfen Shimbashi in Tokio und Sakuragichō in Yokohama. Am 20. Dezember 1914 nahm das Eisenbahnamt des Kabinetts die Keihin-Linie (heute Keihin-Tōhoku-Linie) in Betrieb, die auf eigenen Gleisen parallel zur Tōkaidō-Hauptlinie den nunmehr elektrischen Vorortsverkehr übernahm. Die private Bahngesellschaft Ikegami Denki Tetsudō eröffnete am 6. Oktober 1922 den ersten Abschnitt der heutigen Ikegami-Linie. Ein Jahr später, am 1. November 1923, erreichte die Mekama-Linie (heutige Tamagawa-Linie) der Bahngesellschaft Meguro Kamata Dentetsu ebenfalls Kamata. Die Gleise beider Linien lagen damals noch parallel zu jenen der Staatsbahn; die Ikegami-Linie wurde von Norden her in den Bahnhof eingeführt, die Mekama-Linie von Süden her.
Nach der Übernahme der Ikegami Denki Tetsudō legte die Meguro Kamata Dentetsu im Oktober zwischen beiden Linien ein Verbindungsgleis. Am 1. Oktober ging das Unternehmen in der heutigen Tōkyū Dentetsu auf. Diese baute für die Ikegami-Linie einen neuen Endbahnhof rechtwinklig zum Bahnhof der Staatsbahn und nahm ihn im Mai 1940 in Betrieb. Schwere Luftangriffe durch die United States Army Air Forces im April 1945 zerstörten die Gegend zu einem großen Teil. Aus diesem Grund wurde der Betrieb auf der Mekama-Linie am 1. Juni 1946 vorübergehend eingestellt und sie erhielt am 14. August desselben Jahres eine neue, direktere Streckenführung, sodass die Gleise beider Anschlusslinien seither rechtwinklig zum Staatsbahnhof liegen. Die Japanische Staatsbahn ergänzte im Dezember 1962 an der Ostseite der Anlage das neue Empfangsgebäude Palio. Ein paar Jahre später begann die Tōkyū Dentetsu, ihren bisher ebenerdigen Bahnhofsteil in Hochlage neu zu errichten. Der Neubau ging am 29. Oktober 1968 in Betrieb. Im April 1970 kam an der Westseite des Staatsbahnhofs das neue Empfangsgebäude San Kamata hinzu.
Aus Rationalisierungsgründen stellte die Staatsbahn am 14. Februar 1976 den Güterumschlag ein, am 1. November 1986 auch die Gepäckaufgabe. Im Rahmen der Staatsbahnprivatisierung ging der staatliche Bahnhofteil am 1. April 1987 in den Besitz der neuen Gesellschaft JR East über. Aufgrund veränderter Verkehrsströme teilte die Tōkyū Dentetsu am 6. August 2000 die Mekama-Linie in zwei Linien; seither wird der Abschnitt Tamagawa–Kamata als Tamagawa-Linie bezeichnet und wird im Einmannbetrieb befahren. Nach fast vier Jahrzehnten Nutzung entsprachen die Empfangsgebäude nicht mehr den Ansprüchen der Kundschaft, vor allem was die unzureichende Barrierefreiheit betraf. Nachdem die darin befindlichen Läden bis Ende Juli 2007 geräumt worden waren, begann ein umfassendes Modernisierungs- und Umbauprogramm. Beide Gebäude wurden zu Granduo Kamata zusammengefasst, dessen Eröffnung am 16. April 2008 erfolgte.

## Projekt
Seit 2014 bestehen Pläne, die Tōkyū Tamagawa-Linie vom Bahnhof Kamata um etwa 800 Meter durch einen Tunnel in östlicher Richtung zum Bahnhof Keikyū Kamata zu verlängern, um die Erreichbarkeit des Flughafens Tokio-Haneda verbessern. Ursprünglich war vorgesehen, das Projekt noch vor den Olympischen Sommerspielen 2020 zu verwirklichen, doch erwies sich dieser Zeitplan als viel zu ambitioniert. Im Juni 2022 einigte sich der Bezirk Ōta mit der Präfekturregierung von Tokio darauf, 70 Prozent der Projektkosten, die 136 Milliarden Yen betragen, zu übernehmen; für die restlichen 30 Prozent soll die Präfektur aufkommen.